# وكالة مونفراتو

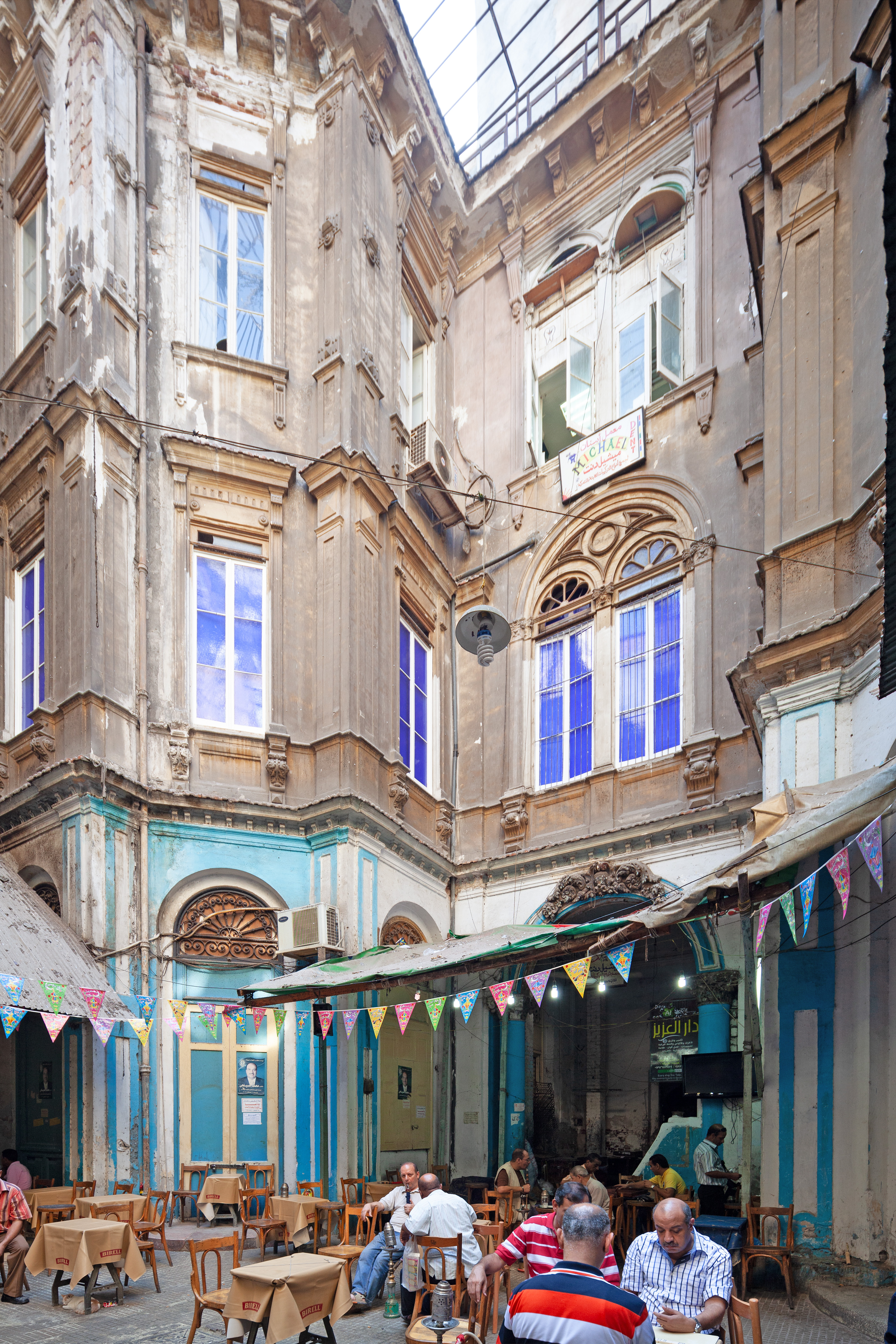
الوكالة من الداخل

وكالة مونفراتو مبنى على الطراز الإيطالي يطل على ميدان أحمد عرابي بالمنشية وسط الإسكندرية.